# Rhynchothorax architectus
Rhynchothorax architectus är en havsspindelart som beskrevs av Child, C.A. 1979. Rhynchothorax architectus ingår i släktet Rhynchothorax och familjen Rhynchothoracidae. Inga underarter finns listade i Catalogue of Life.